# Corydoras sterbai
Corydoras sterbai es una especie de pez de la familia Callichthyidae en el orden de los Siluriformes.

## Morfología
Los machos pueden llegar alcanzar los 6,8 cm de longitud.
Esta especie se caracteriza por estar punteada en la cabeza, a medida que se avanza hacia la cola los puntos se transforman en rayas.

## Distribución geográfica
Se encuentran en Sudamérica: Brasil y Bolivia.